# チャトチャック・ウィークエンド・マーケット
座標: 北緯13度48分03秒 東経100度33分05秒 / 北緯13.80083度 東経100.55139度

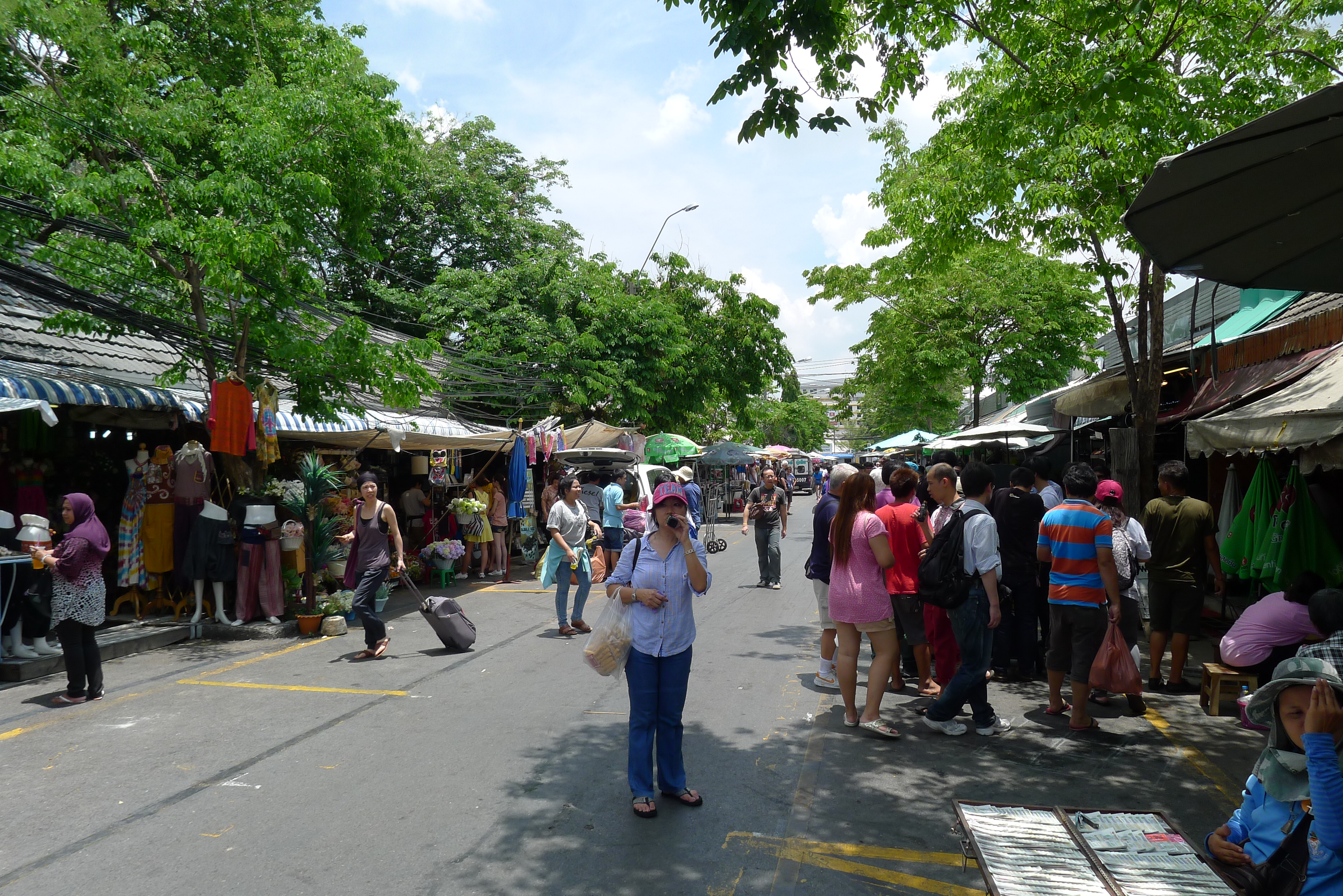
チャトチャック・ウィークエンド・マーケット

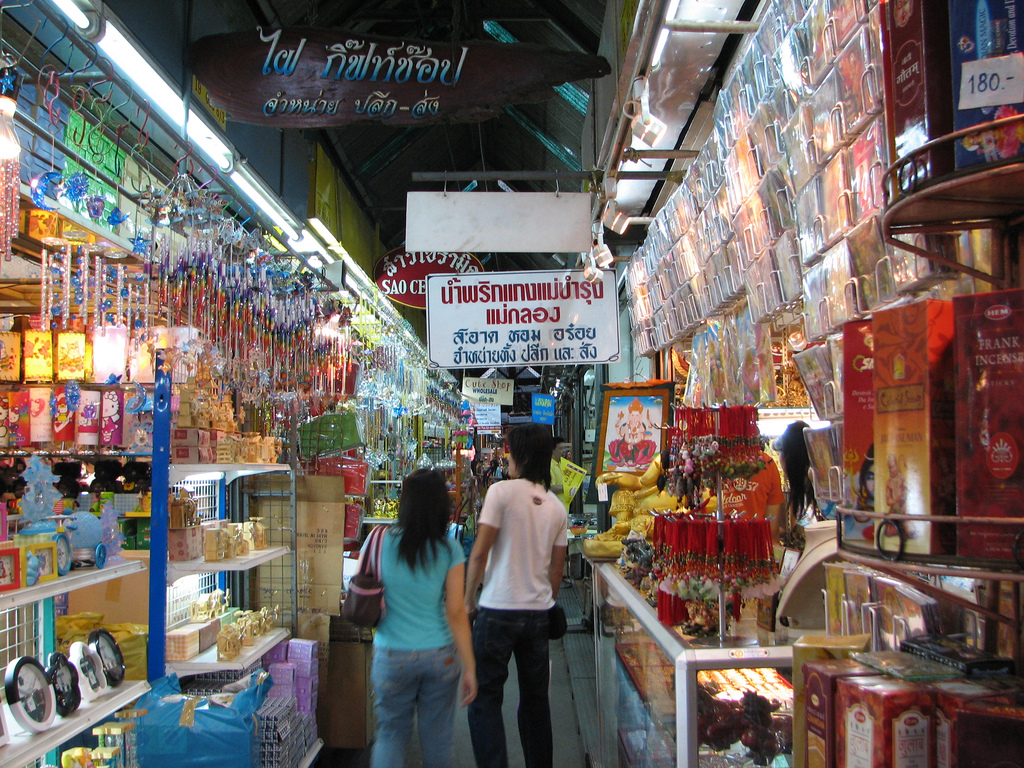
マーケットの内部

チャトチャック・ウィークエンド・マーケット (Chatuchak weekend market  発音)は、タイのバンコク・チャトゥチャック区にある市場。1982年設立。

## 概要
チャトチャック・ウィークエンド・マーケットはタイで最も大きい市場で、おそらく世界最大。
敷地面積は1.13 km²と広大で、15000以上の屋台が軒を連ねる。毎日、20万人～30万人が訪れる。多くの店はその名の通り土・日のみの営業。
売られている物は、日用雑貨、衣類、民芸品、宗教的な芸術作品、種々のコレクション、食品、ペットなど実にさまざま。
JJモールや一部のショップは、土日以外も営業している。
2008年6月より全面禁煙となっている。※一部喫煙スペースが設けられている。

## 営業時間
毎週土曜日・日曜日　9:00～18:00
ただし、植物セクションは水曜日・木曜日も開場している。

## セクション
- セクション1　世界の古本
- セクション2〜4　ファッション
- セクション5〜6　ヴィンテージアイテム
- セクション7　アート
  - セラドン ショップ (青磁, タイのセラドン)
- セクション11・13　ペット用品
- セクション25~26　インテリアアイテム

## アクセス
- バンコク・メトロ カムペーンペット駅、チャトゥチャック公園駅
- バンコク・スカイトレイン モーチット駅

(最も便利なのはカムペーンペット駅)